# Warson Woods
Warson Woods és una població dels Estats Units a l'estat de Missouri. Segons el cens del 2000 tenia 1.983 habitants.

## Demografia
Segons el cens del 2000, Warson Woods tenia 1.983 habitants, 781 habitatges, i 614 famílies. La densitat de població era de 1.297,7 habitants per km².
Dels 781 habitatges en un 31% hi vivien nens de menys de 18 anys, en un 72,6% hi vivien parelles casades, en un 4,4% dones solteres, i en un 21,3% no eren unitats familiars. En el 19,7% dels habitatges hi vivien persones soles el 14% de les quals corresponia a persones de 65 anys o més que vivien soles. El nombre mitjà de persones vivint en cada habitatge era de 2,54 i el nombre mitjà de persones que vivien en cada família era de 2,93.
Per edats la població es repartia de la següent manera: un 25,3% tenia menys de 18 anys, un 3% entre 18 i 24, un 20,6% entre 25 i 44, un 23,1% de 45 a 60 i un 28% 65 anys o més.
L'edat mediana era de 46 anys. Per cada 100 dones de 18 o més anys hi havia 91,5 homes.
La renda mediana per habitatge era de 87.330 $ i la renda mediana per família de 97.147 $. Els homes tenien una renda mediana de 78.684 $ mentre que les dones 40.313 $. La renda per capita de la població era de 46.575 $. Entorn de l'1,6% de les famílies i el 2,7% de la població estaven per davall del llindar de pobresa.

## Poblacions més properes
El següent diagrama mostra les poblacions més properes.